# Berje - Zasip
Berje - Zasip este o arie protejată (arie specială de conservare — SAC, sit de importanță comunitară — SCI) din Slovenia întinsă pe o suprafață de 168,38 ha, integral pe uscat.

## Localizare
Centrul sitului Berje - Zasip este situat la coordonatele 46°23′35″N 14°06′50″E / 46.393°N 14.1139°E.

## Înființare
Situl Berje - Zasip a fost declarat sit de importanță comunitară în aprilie 2013 pentru a proteja 1 specie de plante și 3 specii de animale. Situl a fost protejat și ca arie specială de conservare în aprilie 2015.

## Biodiversitate
Situată în ecoregiunile alpină și continentală, aria protejată conține 4 habitate naturale: Râuri de munte și vegetația lor lemnoasă cu Salix elaeagnos, Mlaștini calcaroase cu Cladium mariscus și specii de Caricion davallianae, Izvoare petrifiante cu formare de travertin (Cratoneurion), Mlaștini alcaline.
La baza desemnării sitului se află mai multe specii protejate:
- plante (1): moșișoare (Liparis loeselii)
- mamifere (1): liliac comun (Myotis myotis)
- nevertebrate (2): Austropotamobius torrentium, fluturele-tigru (Callimorpha quadripunctaria)